# Shahrestān-e Borūjerd
Shahrestān-e Borūjerd (persiska: شهرستان بروجرد, بروجرد) är en delprovins (shahrestan) i Iran.   Den ligger i provinsen Lorestan, i den nordvästra delen av landet, 300 km sydväst om huvudstaden Teheran.
Delprovinsen hade 326 452 invånare 2016.